# Henri Pinta
Henri Ludovic Marius Pinta (n. 15 iunie 1856, Marsilia, Franța – d. 18 octombrie 1944, Paris, Franța) a fost un pictor francez specializat în lucrări religioase. A creat, de asemenea, modele pentru mozaicuri și vitralii.

## Biografie
A studiat cu Alexandre Cabanel și Jules Lefebvre⁠(d). În 1884, a primit Prix de Rome pentru reprezentarea „jurământului lui Brutus” după moartea Lucreției. Din 1885 până în 1888, a fost rezident la Villa Médicis din Roma, sub conducerea lui Ernest Hébert⁠(d). În 1885, a avut loc o expoziție la Paris, pentru a oferi locuitorilor ocazia de a-și prezenta lucrările. Alegerea subiectului său era ciudată, iar unii au spus că era eretică: „Hristos plângând pentru inutilitatea jertfei Sale”, în care Iisus era portretizat fără calități divine.

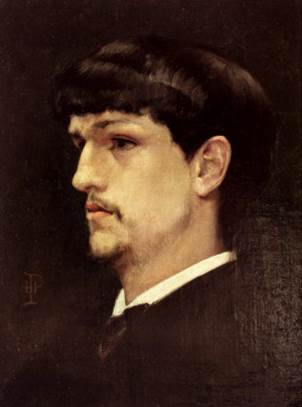
Portretul lui Claude Debussy (1886)

În anul următor a prezentat o reprezentare a Sfintei Marta, care a fost criticată pe motiv că era prea cochetă. În 1887, „Liturghia de la Bolsena” (după Rafael ) a fost considerată a fi derivată din partea cea mai puțin interesantă a originalului. În cele din urmă, în 1888, interpretarea Aurorei a fost considerată mediocră și vulgară. Ceea ce este, probabil, cea mai cunoscută lucrare a sa provine tot din această perioadă: un portret al compozitorului Claude Debussy, care era rezident al vilei în 1886.
În 1890 a devenit membru al Société des Artistes Français și a expus în mod regulat la Salon⁠(d). Printre lucrările notabile din această perioadă ulterioară se numără „Naissance du Jour” (Nașterea zilei, 1903), care este încă reprodusă pe scară largă, și o lucrare neconvențională „Sfânta Inimă”, inspirată de tristețea sa cauzată de pierderea a doi fii în Primul Război Mondial. A fost una dintre preferatele lui Teilhard de Chardin.
A fost prieten de o viață cu un alt pictor din Marsilia, Alexandre Jean-Baptiste Brun⁠(d).

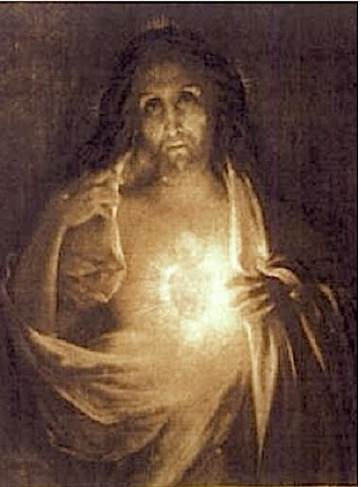
Sfânta Inimă (1921)

Mai târziu, lucrările sale au devenit mai convenționale ca stil și s-a concentrat pe desene pentru decorațiuni bisericești. În 1915 a creat o pictură murală înfățișând moartea Sfântului Iosif pentru biserica Saint-François Xavier des Missions étrangères. Împreună cu producătorul de vitraliu, Louis-Charles-Marie Champigneulle, a realizat modele pentru ferestre la biserica Saint Vaast din Béthune și Bazilica Sfintei Inimi din Marsilia.
În 1933 s-a întors cu Champigneulle la bazilică, proiectând mozaicuri pentru cor, care acoperă 120 de metri pătrați. Finalizarea proiectului a durat până în 1941.